# Santi Aldama
Santiago Aldama Toledo, detto Santi (Las Palmas de Gran Canaria, 10 gennaio 2001), è un cestista spagnolo, professionista nella NBA con i Memphis Grizzlies.

## Biografia
È il figlio dell'ex cestista Santiago Aldama e il nipote di Santiago Toledo, fratello della madre, anch'egli cestista.

## Carriera

### NBA
Dopo aver trascorso due stagioni con i Loyola Greyhounds, nel 2021 si dichiara eleggibile per il Draft NBA, venendo chiamato con la trentesima scelta assoluta dai Memphis Grizzlies.

### Nazionale
Con la nazionale Under-18 spagnola ha vinto gli Europei del 2019, in cui è stato nominato MVP del torneo.

## Statistiche

### NCAA
| Anno      | Squadra           | PG | PT | MP   | TC%  | 3P%  | TL%  | RP   | AP  | PRP | SP  | PP   |
| --------- | ----------------- | -- | -- | ---- | ---- | ---- | ---- | ---- | --- | --- | --- | ---- |
| 2019-2020 | Loyola Greyhounds | 10 | 9  | 30,4 | 45,9 | 21,7 | 51,5 | 7,6  | 2,1 | 0,9 | 1,7 | 15,2 |
| 2020-2021 | Loyola Greyhounds | 17 | 17 | 35,0 | 51,3 | 36,8 | 68,6 | 10,1 | 2,3 | 1,0 | 1,7 | 21,2 |
| Carriera  | Carriera          | 27 | 26 | 33,3 | 49,5 | 30,6 | 63,9 | 9,2  | 2,2 | 1,0 | 1,7 | 19,0 |

#### Massimi in carriera
- Massimo di punti: 33 vs Army West Point (3 marzo 2020)[10]
- Massimo di rimbalzi: 22 vs Lafayette (13 febbraio 2021)
- Massimo di assist: 5 (2 volte)
- Massimo di palle rubate: 3 vs Lehig (3 marzo 2020)
- Massimo di stoppate: 4 vs Lehig (21 febbraio 2021)
- Massimo di minuti giocati: 51 vs Lafayette (13 febbraio 2021)

### NBA

#### Regular Season
| Anno      | Squadra           | PG  | PT | MP   | TC%  | 3P%  | TL%  | RP  | AP  | PRP | SP  | PP   |
| --------- | ----------------- | --- | -- | ---- | ---- | ---- | ---- | --- | --- | --- | --- | ---- |
| 2021-2022 | Memphis Grizzlies | 32  | 0  | 11,2 | 40,2 | 12,5 | 62,5 | 2,7 | 0,7 | 0,2 | 0,3 | 4,1  |
| 2022-2023 | Memphis Grizzlies | 77  | 20 | 21,8 | 47,0 | 35,3 | 75,0 | 4,8 | 1,3 | 0,6 | 0,6 | 9,0  |
| 2023-2024 | Memphis Grizzlies | 61  | 35 | 26,5 | 43,5 | 34,9 | 62,1 | 5,8 | 2,3 | 0,7 | 0,9 | 10,7 |
| 2024-2025 | Memphis Grizzlies | 65  | 16 | 25,5 | 48,3 | 36,8 | 69,1 | 6,4 | 2,9 | 0,8 | 0,4 | 12,5 |
| Carriera  | Carriera          | 235 | 71 | 22,6 | 45,9 | 34,5 | 69,2 | 5,2 | 1,9 | 0,6 | 0,6 | 9,8  |

#### Playoffs
| Anno     | Squadra           | PG | PT | MP   | TC%  | 3P%  | TL% | RP  | AP  | PRP | SP  | PP   |
| -------- | ----------------- | -- | -- | ---- | ---- | ---- | --- | --- | --- | --- | --- | ---- |
| 2023     | Memphis Grizzlies | 6  | 0  | 16,8 | 45,5 | 46,7 | 100 | 4,3 | 1,2 | 0,5 | 0,0 | 6,5  |
| 2025     | Memphis Grizzlies | 4  | 1  | 30,5 | 47,7 | 41,7 | -   | 6,0 | 1,8 | 0,0 | 0,3 | 13,0 |
| Carriera | Carriera          | 10 | 1  | 22,3 | 46,8 | 43,6 | 100 | 5,0 | 1,4 | 0,3 | 0,1 | 9,1  |

#### Massimi in carriera
- Massimo di punti: 28 vs Boston Celtics (19 novembre 2023)[11]
- Massimo di rimbalzi: 14 vs Dallas Mavericks (20 marzo 2023)
- Massimo di assist: 7 (2 volte)
- Massimo di palle rubate: 3 (3 volte)
- Massimo di stoppate: 3 (6 volte)
- Massimo di minuti giocati: 39 vs Boston Celtics (19 novembre 2023)

### G League
| Anno      | Squadra        | PG | PT | MP   | TC%  | 3P%  | TL%  | RP  | AP  | PRP | SP  | PP   |
| --------- | -------------- | -- | -- | ---- | ---- | ---- | ---- | --- | --- | --- | --- | ---- |
| 2021-2022 | Memphis Hustle | 18 | 18 | 29,4 | 49,7 | 26,8 | 71,2 | 9,2 | 2,3 | 1,3 | 1,4 | 21,5 |
| Carriera  | Carriera       | 18 | 18 | 29,4 | 49,7 | 26,8 | 71,2 | 9,2 | 2,3 | 1,3 | 1,4 | 21,5 |